# Філер (фільм)
«Філе́р» (рос. «Филёр») — український радянський драматичний художній фільм 1987 року режисера Романа Балаяна.
Фільм знімався в Калузі. У фільмі використано музику Жоржа Бізе.

## Сюжет
1916 рік, Перша світова війна, передчуття революції. Воробйов, учитель гімназії, йде зі служби в знак протесту проти арешту революційно налаштованих викладачів, хоча і не поділяє їх погляди. Він залишається без засобів до існування — йому нічим платити за орендовану квартиру, у нього хвора дитина, яку необхідно лікувати в Криму. Воробйов шукає роботу, навіть найгіршу, аби платили гроші.
Жандармське управління пропонує Воробйову стати філером (таємним спостерігачем), співпрацювати з ними і повідомляти про неблагонадійних людей. Воробйов стоїть перед жахливим вибором — або стати стукачем, або залишитися чесною людиною без засобів до існування…

## У ролях
- Олег Янковський —  Петро Васильович Воробйов, учитель гімназії
- Олена Сафонова —  Настя, дружина Воробйова
- Олександр Вокач —  начальник жандармського відділення
- Олексій Горбунов —  Лаврентьєв, жандармський підпоручик
- Олександр Збруєв —  Яків П'яткін
- Ольга Остроумова —  Ніна
- Пилип Янковський
- Олександр Абдулов —  Ваня
- Ігор Гневашев
- Любов Руднєва
- Богдан Бенюк —  двірник
- Євген Сумін —  начальник госпіталю
- Наталя Корецька
- Ольга Гудкова
- Сергій Нілов

## Знімальна група
- Сценарій: Рустам Ібрагімбеков, Роман Балаян
- Режисер: Роман Балаян
- Оператор: Василь Трушковський, Богдан Вержбицький
- Композитор: Вадим Храпачов